# 포를라니니역
포를라니니 역(이탈리아어: stazione Forlanini)은 밀라노 지하철 4호선의 역이다.

## 역사
2012년 3월 7일 4호선 공사 작업을 수행할 건설사 컨소시엄에 지하철역 부지가 넘겨졌으며, 2012년 7월 19일에 본격적인 공사가 시작되었다.
2022년 11월 26일 4호선 첫 구간 개통과 함께 문을 열었다.

## 환승
밀라노 교외 철도의 S5선, S6선, S9선이 만나는 환승역인 밀라노 포를라니니역으로 갈아탈 수 있다.
밀라노 교통공사에서 운영하는 대중교통 노선 (트램, 버스)도 역 근처에 정차한다.
- 기차역 (밀라노 포를라니니역)
- 트램 정류장 (Stazione Forlanini, 27번)
- 버스 정류장

## 역 시설
역내에는 다음과 같은 시설이 있다.
- 장애인 통행시설
- 엘리베이터
- 에스컬레이터
- 매표기
- CCTV
- 화장실

## 사진

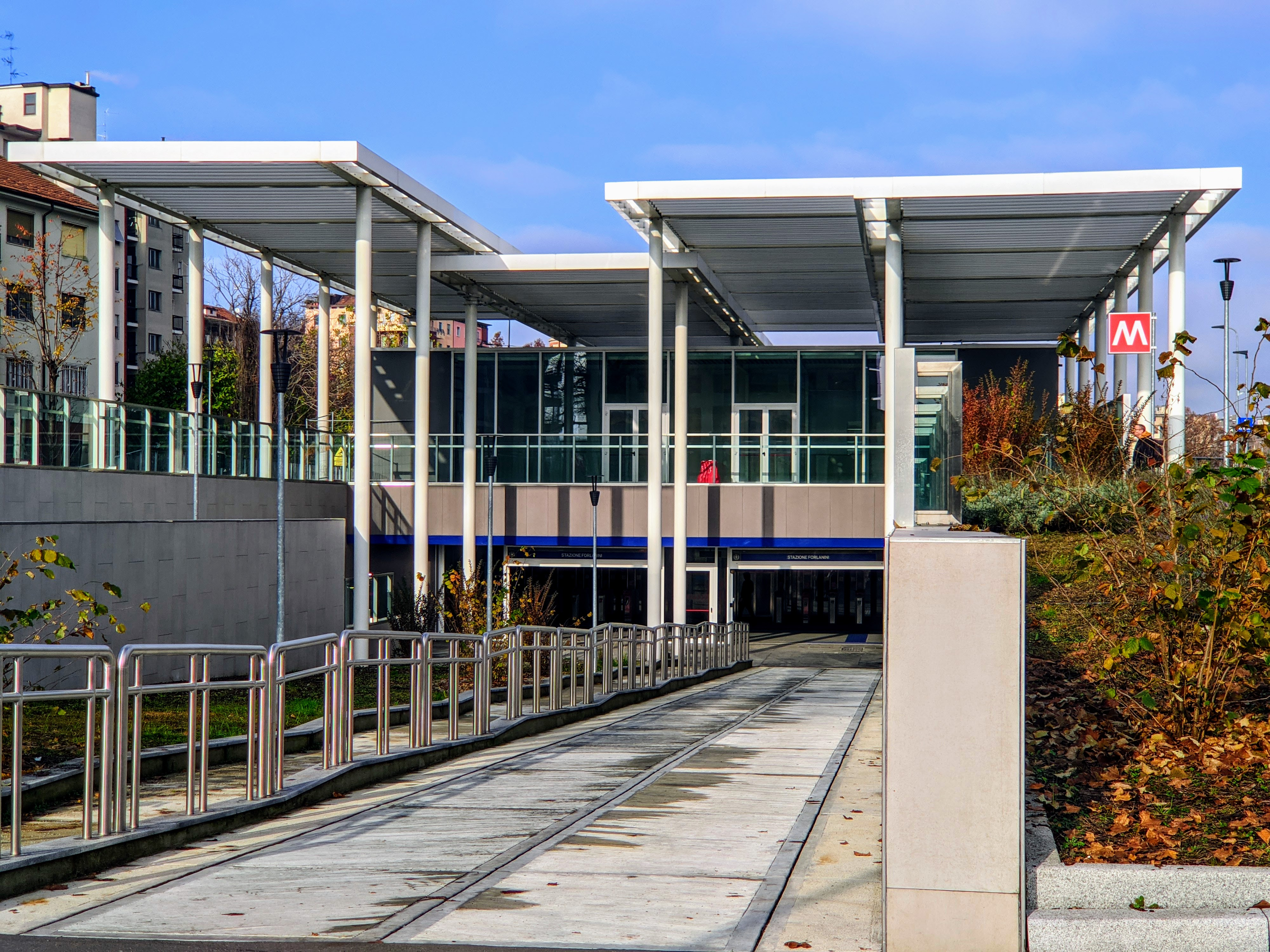
아르디고로에서 바라본 역사
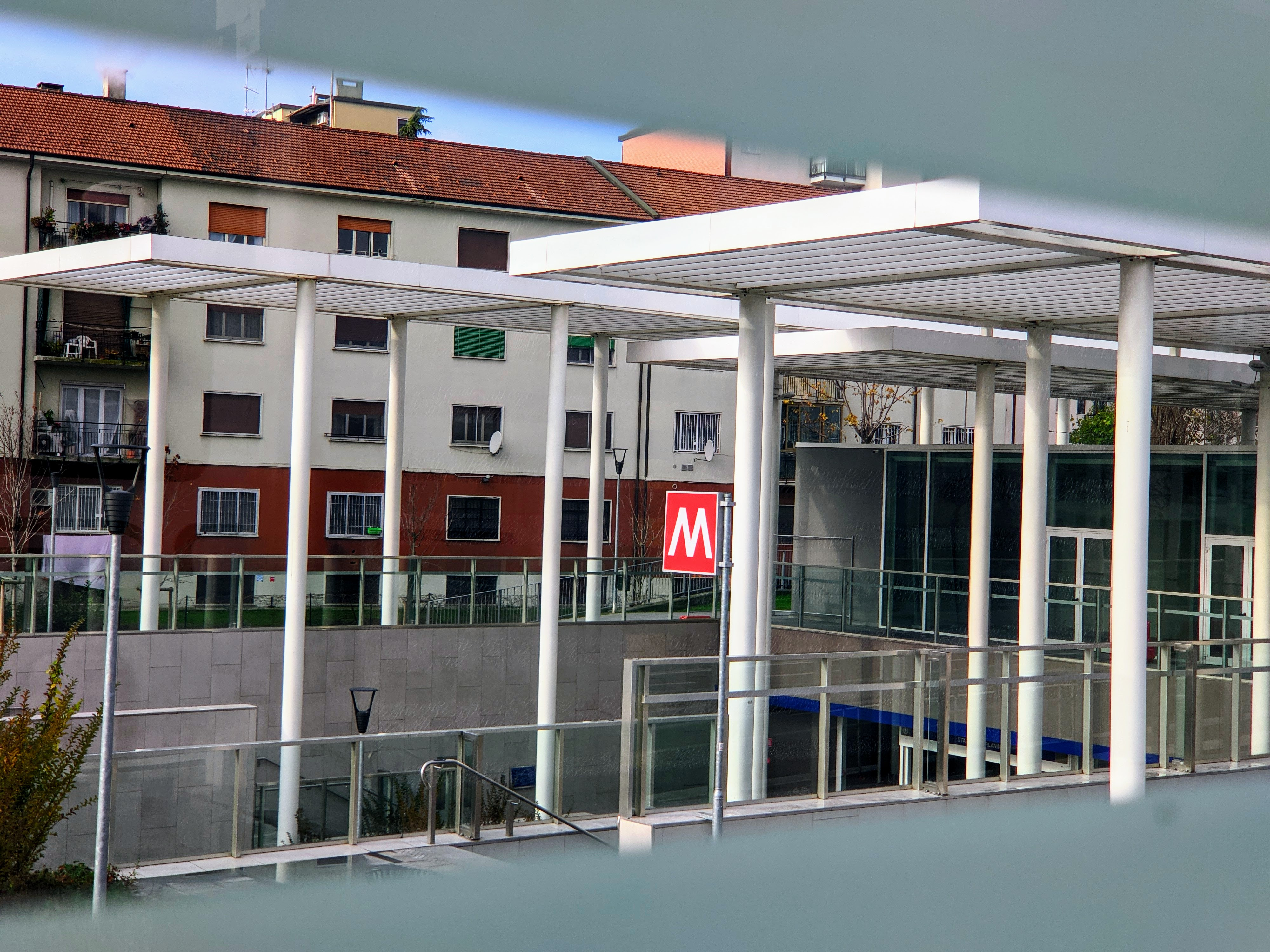
역 입구